# 阿斯特丽德·昆贝尔努斯
阿斯特丽德·昆贝尔努斯（德語：Astrid Kumbernuss，1970年2月5日—），德国女子田径运动员。她曾代表德国参加1996年、2000年和2004年夏季奥林匹克运动会田径比赛，获得一枚金牌和一枚铜牌。